# Mirza Adil
Mirza Adil (arabisch ميرزا عادل; geb. 30. März 1943 in Khartum) ist ein ehemaliger sudanesischer Gewichtheber.
Er war Teilnehmer der Olympischen Spiele 1960 in Rom. Im Mittelgewicht kam er auf Rang 20.